# Льодовиковий період: Різдво мамонтів
«Льодовиковий період: Різдво мамонтів» (англ. Ice Age: A Mammoth Christmas) — анімаційний телевізійний фільм 2011 року, частина франшизи «Льодовиковий період», знятий студією Blue Sky Studios і режисеркою Карен Дішер. Прем'єра мультфільму відбулася 24 листопада 2011 року на телеканалі Fox у США та у Великій Британії на Різдво на Channel 4 і E4, а через 2 дні він вийшов на DVD і Blu-ray. Дія цього різдвяного спецвипуску відбувається між фільмами «Льодовиковий період 3: Ера динозаврів» та «Льодовиковий період 4: Континентальний дрейф».
Попри те, що фільм створила студія Blue Sky Studios, анімацію в ньому виконали деякі аніматори з Blue Sky, а головним чином — лос-анджелеська/далласька компанія зі спецефектів та анімації Reel FX Creative Studios.

## Сюжет
Коли Сід випадково руйнує різдвяний камінь, Менні говорить йому, що Сід потрапив у чорний список Санти й що лінивцеві доведеться летіти на північний полюс просити вибачення в Санти. На північному полюсі Сід хотів усе зробити як краще, але тільки погіршив ситуацію. Тепер справа за Менні й компанією, тільки вони об'єднавшись збережуть Різдво для всього світу!

## Ролі озвучували
| Актор            | Роль                    |
| ---------------- | ----------------------- |
| Рей Романо       | Менні                   |
| Джон Легвізамо   | Сід                     |
| Деніс Лірі       | Дієго                   |
| Шон Вільям Скотт | Креш                    |
| Джош Пек         | Едді                    |
| Квін Латіфа      | Еллі                    |
| Сієра Браво      | Персик                  |
| Карен Дішер      | Скретті                 |
| Кріс Ведж        | Скрет                   |
| Біллі Гарделл    | Санта-Клаус             |
| Ті Джей Міллер   | Пренсер                 |
| Джуда Фрідлендер | голова помічників Санти |

## Прем'єра
Прем'єра «Різдво мамонтів» відбулася 24 листопада 2011 року на каналі Fox. Спеціальний випуск подивилися 7 100 000 глядачів, що зробило його другим за кількістю переглядів у своєму тайм-слоті. Він був номінований на премію «Енні» за найкращий анімаційний спецвипуск..